# Ah Kumix Uinicob
Dioses pertenecientes a la mitología maya. Dentro de la cultura maya hay numerosas criaturas que tienen un vínculo directo con la naturaleza. Los Ah kumix uinicob son un ejemplo de ello. Estos son unos dioses menores (o Ángeles menores, según los mayas chortíes) relacionados con el agua, que, durante la época de sequía, se ubican en los cuatro  puntos cardinales. Se sabe que sustituyen a los Ah patnar uinicob